# Ptychococcus
Ptychococcus är ett släkte av enhjärtbladiga växter. Ptychococcus ingår i familjen Arecaceae.
Kladogram enligt Catalogue of Life:
| Ptychococcus | \| \| Ptychococcus lepidotus \| \| \| \| \| \| Ptychococcus paradoxus \| \| \| \| |
|              | \| \| Ptychococcus lepidotus \| \| \| \| \| \| Ptychococcus paradoxus \| \| \| \| |
|              | Ptychococcus lepidotus                                                            |
|              |                                                                                   |
|              | Ptychococcus paradoxus                                                            |
|              |                                                                                   |

## Bildgalleri

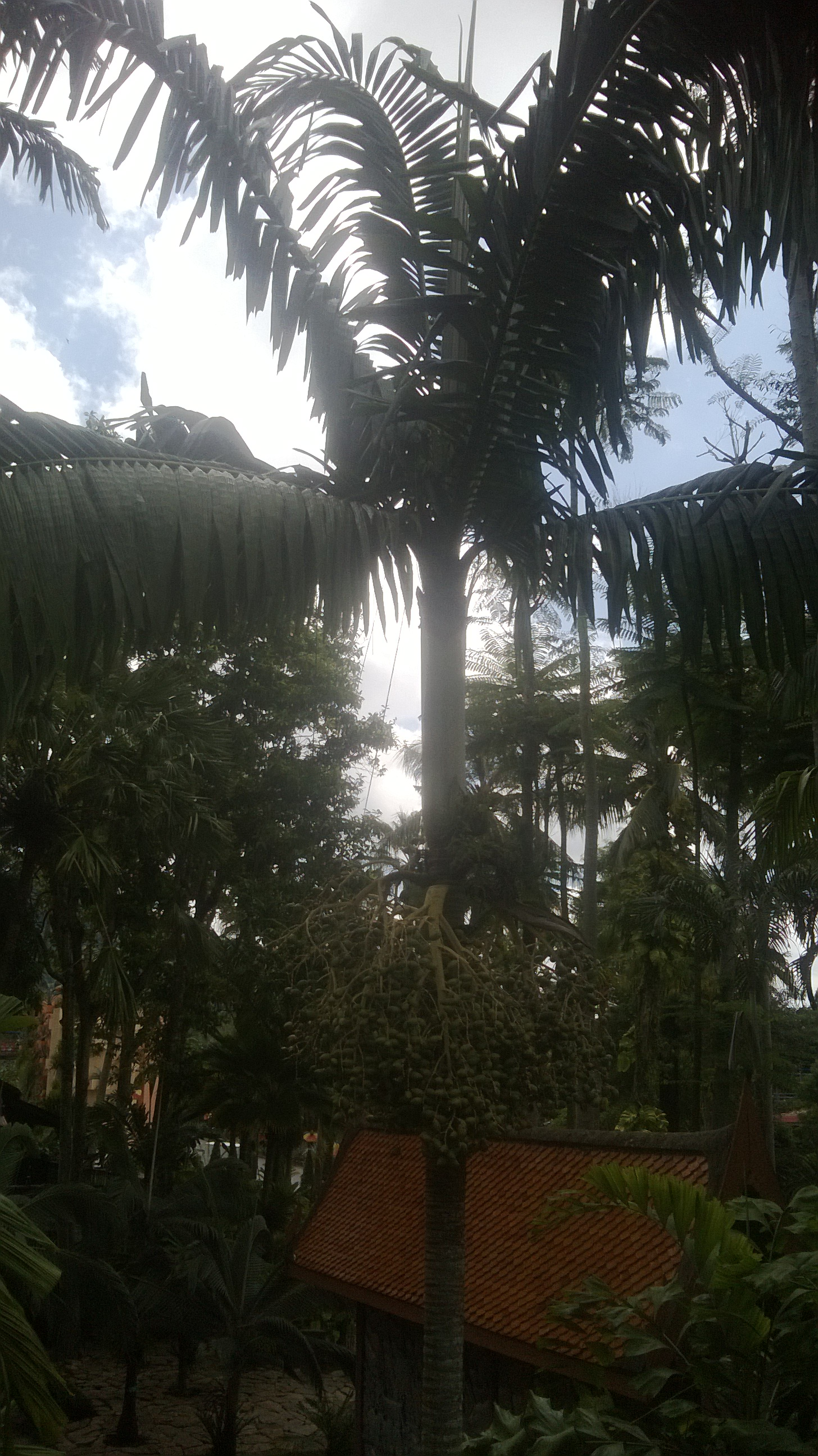